# Manon Bouquin
Pour les articles homonymes, voir Bouquin.
Manon Bouquin, née le 2 juin 1992 à Évreux, est une femme politique française, élue députée de la quatrième circonscription de l'Hérault lors des élections législatives anticipées de 2024. Elle est membre du Rassemblement national (RN).

## Biographie
Manon Bouquin naît le 2 juin 1992 à Évreux.
Elle effectue ses études à la Sorbonne, en vue de devenir professeure d'histoire et s'oppose à la proposition de François Fillon de supprimer 500 000 postes de fonctionnaires en 2016. Pendant ses études, elle milite au sein du syndicat étudiant la Cocarde étudiante. En 2017, elle se porte candidate aux législatives dans la deuxième circonscription de Paris, sous les couleurs du Front National, et obtient 2,31% des voix à l'issue du premier tour. L'année suivante, elle devient membre du conseil national du Rassemblement national et commence une carrière de collaboratrice politique au sein de ce parti : après avoir été l'assistante parlementaire de France Jamet pendant plusieurs années au Parlement européen, elle est de 2022 à 2024 la collaboratrice parlementaire du député de l'Hérault Aurélien Lopez-Liguori. Elle est élue députée de la quatrième circonscription de l'Hérault en 2024.
Elle se présente sur la quatrième circonscription de l'Hérault en 2022. Au second tour, elle est éliminée avec 49,35 % des suffrages face à son adversaire Sébastien Rome, candidat de la NUPES.
En 2024, aux moments des élections européennes, elle est candidate sur la liste du Rassemblement National, en 52e position, elle n'est donc pas élue.
En 2024, à l'occasion des élections législatives anticipées, elle est élue avec 50,49 % des voix dans la même circonscription qu'en 2022, battant le député sortant qui avait réussi à gagner le désistement de candidat Horizons Ellibaou qu'il avait délogé,,.
En septembre 2024, elle intègre le bureau du groupe Rassemblement national et en devient la vice-présidente, chargée des relations avec le groupe Patriotes pour l'Europe[source insuffisante].
Le 25 mai 2025, son logement de fonction, situé au 101 rue de l'Université dans un immeuble appartenant à l'Assemblée nationale, est dévalisé par la polémiste passée par C8, Éva Son-Forget RE! (Reconquête!), elle siégait avec les députés EPR, donc une ex LREM, Eva Son-Forget qui aurait, selon plusieurs sources, vidé le minibar et volé des robes appartenant à l'élue avant de prendre la fuite, poursuivie par le service de sécurité. À la suite d'une plainte déposée par la présidence de l'Assemblée nationale, l'incident fait l’objet d’une enquête préliminaire ouverte par le parquet de Paris pour « vol » et « violation de domicile ».

## Résultats électoraux

### Élections législatives
| Année | Parti           | Parti | Circonscription | 1er tour | 1er tour | 1er tour | 2d tour | 2d tour | 2d tour | Issue  |
| Année | Parti           | Parti | Circonscription | Voix     | %        | Rang     | Voix    | %       | Rang    | Issue  |
| ----- | --------------- | ----- | --------------- | -------- | -------- | -------- | ------- | ------- | ------- | ------ |
| 2017  |                 | FN/RN | 2e de Paris     | 1 021    | 2,31     | 8e       |         |         |         | Battue |
| 2022  | 4e de l'Hérault | FN/RN | 13 633          | 28,71    | 2de      | 25 617   | 49,35   | 2de     | Battue  |        |
| 2024  | 4e de l'Hérault | FN/RN | 35 216          | 41,26    | 1re      | 40 186   | 50,49   | 1re     | Élue    |        |